# Jean-François Lepage
Jean-François Lepage (Parigi, 22 febbraio 1960) è un fotografo francese.
Dopo la sua prima mostra dedicata all'attrice Isabelle Adjani nel 1983, il fotografo Jean-François Lepage ha messo la sua firma sulle più importanti riviste di moda, collaborato per rinomate maison di couture e ritratto le più grandi top-model.
Il suo linguaggio ha segnato un grande cambiamento nella fotografia di moda. Lontano dall'omologazione glamour, la sua fotografia racconta di paesaggi surreali e personaggi enigmatici, riflessivi e solitari. Più prossimi alle arti plastiche, i suoi lavori rigorosamente in analogico fondono infatti disegno, pittura e collage.
Il lavoro di Lepage è stato pubblicato in molte riviste internazionali come Another magazine, All magazine, Bmm, Common & Sense, Double, Exit magazine, Grey, GQ, Harper's Bazaar, Amica (periodico), Mixte, Numéro, Nylon, Purple (magazine), Self Service, Sleek, Stiletto, TAR magazine, Twill, Vogue (Francia, Inghilterra, Italia, Portogallo, Russia) and Wall Paper.

## Pubblicazioni
- Archeology of elegance: 1980–2000, 20 anni di fotografia di moda – da Marion de Beaupré, Ulf Poschardt, Stéphane Baurnet – Editore: Schirmer/Mosel ISBN 978-2-84110-170-2[3]
- Jean-François Lepage: Catalogo della Mostra, Paris, 20 ottobre – 15 novembre, 1998, Gallery 213 – da Marion de Beaupré, Christian Caujolle – Editore: Galerie 213/Marion de Beaupré ISBN 978-2-912794-04-8
- Modernes: 20 anni di moda contemporanea, ANDAM 1989–2009 – da Florence Müller e Jean-François Lepage – Editore: Naive Livres ISBN 978-2-35021-207-4

## Mostre recenti
- 2013 XXVIII Festival Internazionale di Moda e Fotografia Contemporanea di Hyères – Memories from the future | Hyères, Francia[4]
- 2012 Camera Work Gallery – Color | Berlino, Germania[5]
- 2011 Bacc - Art Cultural Center – MoonLight | Bangkok, Thailandia[6]
- 2010 Modemuseum Hasselt – UltraMegalore | Hasselt, Belgio